# San Pedro de Jujuy
Pour les articles homonymes, voir San Pedro.
San Pedro  est une ville de la province de Jujuy et le chef-lieu du département de San Pedro en Argentine.
Il s'agit de la deuxième ville la plus peuplée de la province.

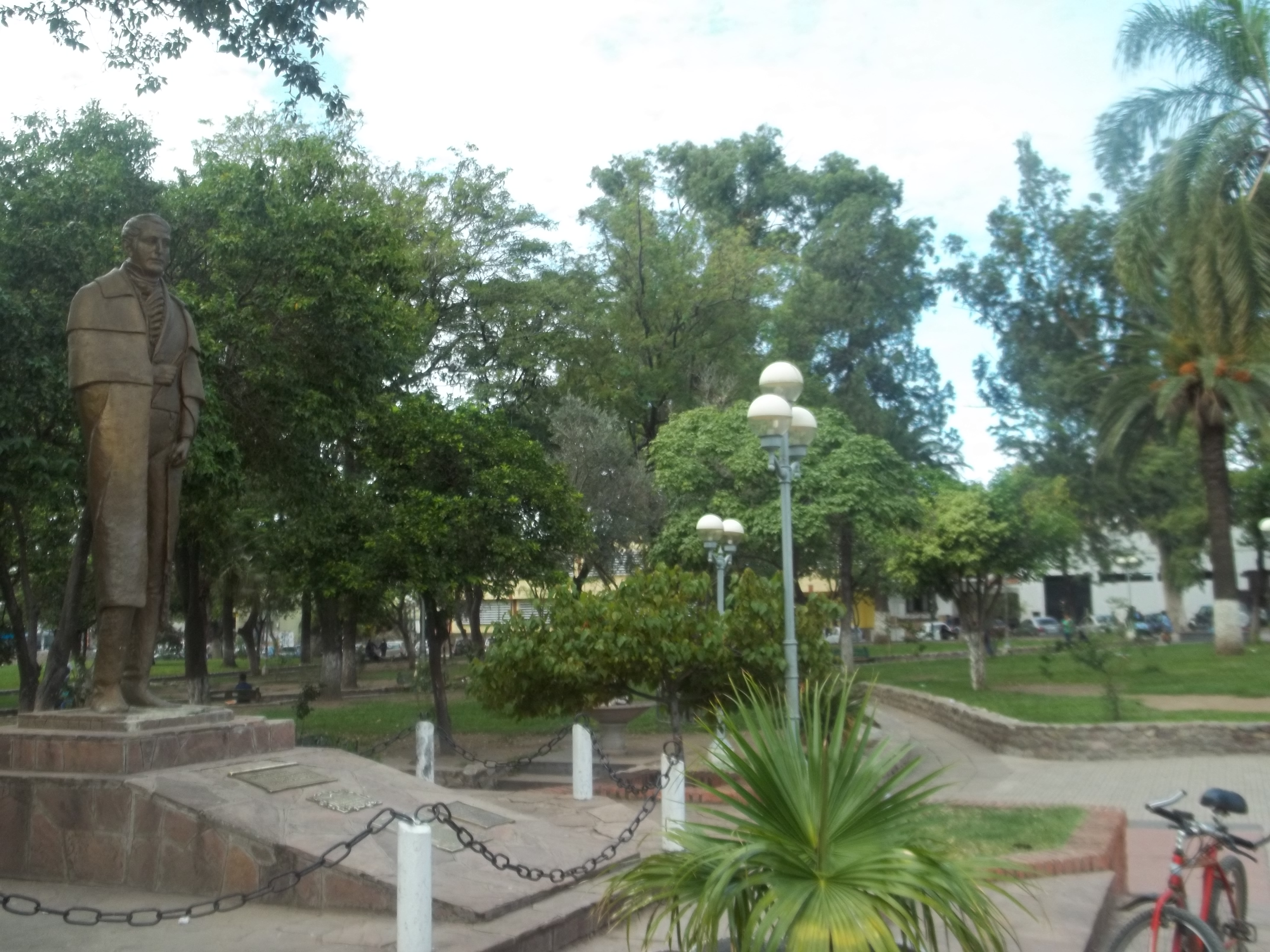
Plaza Belgrano, au centre de la ville.